# Коли (Италия)
 Тази статия е за италианското село.  За шотландската порода кучета вижте Коли.  За етническата група в Индия вижте Коли (народ).
Ко̀ли (на италиански: Coli, на местен диалект Còr, Кор) е село и община в северна Италия, провинция Пиаченца, регион Емилия-Романя. Разположено е на 638 m надморска височина. Населението на общината е 940 души (към 2010 г.).